# خشخاش أطلسي
الخشخاش الأطلسي هو نوع نباتي ينتمي إلى جنس الخشخاش في الفصيلة الخشخاشية.

## الموئل والانتشار
موطن هذا النوع المغرب العربي.

## الوصف النباتي
النبات وريدة معمرة.